# Spider-Man: No Way Home
Spider-Man: No Way Home és una pel·lícula nord-americana dirigida per Jon Watts i estrenada el 2021. Està co-produïda per Columbia Pictures i Marvel Studios i està distribuïda per Sony Pictures Releasing. És una seqüela de les pel·lícules Spider-Man: Homecoming i Spider-Man: Far From Home i és la 27a pel·lícula de l'Univers cinematogràfic de Marvel. La pel·lícula està dirigida per Jon Watts a partir d’un guió escrit per Chris McKenna i Erik Sommers. La protagonitza Tom Holland com a Peter Parker, al costat de Zendaya, Benedict Cumberbatch, Jacob Batalon, Jon Favreau, Jamie Foxx, Willem Dafoe, Alfred Molina, Benedict Wong, Marisa Tomei, Andrew Garfield i Tobey Maguire. A la pel·lícula, en Peter demana al Dr. Stephen Strange (Cumberbatch) que utilitzi la màgia per aconseguir que la seva identitat torn-hi a ser secreta. Després que l'encanteri no funcioni, un multivers es trenca i deixa que visitants de altres realitats alternatives entrin a l'univers d'en Parker. S'ha subtitulat al català.
Spider-Man: No Way Home va ser estrenada al Fox Village Theatre a Los Angeles el 13 de desembre de 2021. El 17 de desembre va ser estrenada als Estats Units. La pel·lícula va rebre molt bones crítiques, les quals van elogiar la història, la direcció, les seqüències d'acció i les actuacions i química del repartiment. No Way Home ha recaptat més de 1.5 billons de dòlars mundialment, superant així a Spider-Man: Far From Home. Es va convertir en la pel·lícula més taquillera de 2021 i la vuitena de la història. Ha rebut una nominació a la 94ena edició dels Premis Oscar, a la categoria de Millors Efectes Visuals. Actualment hi ha una seqüela en desenvolupament.

## Argument
Després que Quentin Beck culpi a Peter Parker d'assassinat i que reveli la seva identitat com a Spider-Man, en Peter, la MJ, en Ned Leeds i la May, són interrogats pel Departament de Control de Danys. L'advocat Matt Murdock aconsegueix que els càrrecs contra ells no continuïn, però el grup ha de lluitar contra la rebuda negativa de la població. Més tard, les sol·licituds d'en Peter, en Ned i la MJ al MIT son rebutjades. En Peter va al Sanctuari de Nova York per demanar a Stephen Strange que faci un encanteri perquè tothom s'oblidi que Peter Parker és Spider-Man, però és aturat constantment quan en Peter demana que les persones que estima recordin qui és ell. Strange conté l'encanteri i fa marxar a en Peter.
En Peter intenta convèncer a una administradors del MIT que reconsideri les sol·licituds de la MJ i d'en Ned, però és atacat per l'Otto Octavius. L'Octavius trenca la nanotecnologia de l'Iron Spider, el què fa que s'uneixi els tentacles mecànics d'Ocatvius s'uneixin a l'Iron Spider i permet que en Peter els pugui desactivar. Quan en Norman Osborn arriba i ataca, Strange transporta a en Peter al Sanctuari i tanca a Ocatvius a una cel·la al costat de Curt Connors. Strange explica que abans de poder controlar l'encanteri, va deixa la porta a que persones d'altres universos que coneixen la identitat de Spider-Man vagin al seu univers. Ordena a en Peter, la MJ i en Ned que capturin als que han vingut. Són capaços de localitzar a Max Dillon i Flint Marko.
Osborn reclama que pot controlar la seva personalitat de Green Goblin. Va a un edifici de F.E.A.S.T. on la May el tranquil·litza abans que en Peter el treu d'allà. Mentre discuteixen sobre les seves batalles amb Spider-Man, l'Osborn, l'Ocatvius i en Dillon s'adonen que van ser trets dels seus universos just abans de les seves morts. Strange es prepara per revertir l'encanteri i enviar el vilans als seus respectius universos, però en Peter creu que primer els haurien de curar, per així evitar les seves morts quan tornin. En Peter roba l'encanteri i atrapa a Strange al la Dimensió Mirall, i, amb la May, porta als vilans a l'apartament de Happy Hogan. En Peter cura a l'Octavius però la personalitat del Goblin de l'Osborn pren el control i convenç als vilans no curats a trair en Peter. Mentre en Dillon, en Marko i en Connors s'escapen, el Goblin fereix fatalment a la May. Abans de morir, la May diu a en peter: "amb gran poder, també hi ha d'haver molta responsabilitat".
En Ned descobreix que pot crear portals gràcies a l'anell de Strange i l'utilitzen per trobar en Peter. En comptes d'ell, troben versions alternatives d'en Peter, que venen dels universos dels vilans que ja han arribat. Ells són batejats amb els sobrenoms de "Peter-Two" i "Peter-Three". El grup es troba a en Peter Parker d'aquest univers, amb el sobrenom de "Peter-One", llest per rendir-se i retornar els vilans a casa seva. Els Peters alternatius comparteixen les històries de com van perdre a les persones que estimaven i animen a que en Peter-One lluiti per honrar a la May. Els tres Peters desenvolupen cures pels vilans.
Els grup atrau a Dillon, Marko i Connors a l'Estàtua de la Llibertat. Els Peters One i Two curen a en Marko i en Connos, mentre l'Octavius arribar per ajudar a curar en Dillon. En Ned allibera a Strange de la Dimensió Mirall a través d'un portal. El Goblin apareix i allibera l'encanteri i fa que més gent d'altres universos comenci a arribar. Strange intenta aturar-los mentre en Peter-One intenta matar el Goblin. En Peter-Two evita que h faci i el Peter-Three ajuda a injectar-li la cura. En Peter-One s'adona que l'única manera de protegir el multivers és que tothom s'oblidi d'ell i li demana a Strange que ho faci i promet a la MJ i en Ned que els tornarà a trobar. L'encanteri fa que tothom torni al seu respectiu univers—incloent l'Eddie Brock i deixa un tros de simbiot. Dos setmanes més tard, en Peter va a veure la MJ i en Ned per tal de tornar-se a presentar, però no ho fa. A davant de la tomba de la May, té una conversa amb en Hohan i és inspirat per continuar.

## Repartiment
- Tom Holland com a Peter Parker / Spider-Man: un adolescent i Avenger que ha aconseguit les seves habilitats semblants a les d'una aranya després que una aranya radioactiva el piqués[3] La pel·lícula explora les conseqüències de l'escena de meitat de crèdits de la pel·lícula Spider-Man: Far From Home, en la qual es revela que en Peter Parker és Spider-Man.[4]
- Zendaya com a Michelle "M. J." Jones-Watson: companya de classe i parella d'en Peter Parker.[5][6]
- Benedict Cumberbatch com a Dr. Stephen Strange / Doctor Strange: un neurocirurgià que es va convertir en un mestre de les Arts Místiques, després que un accident de cotxe li acabés la carrera.[7]
- Jacob Batalon com a Ned Leeds: el millor amic d'en Peter.[6][8]
- Jon Favreau com a Harold "Happy" Hogan: el cap de seguretat de Stark Industries i antic xofer i guardaespatlles de Tony Stark i és qui cuida de Peter Parker.[9]
- Jamie Foxx com a Max Dillon / Electro: un enginyer electrònic de la companyia Oscorp d'una altra realitat alternativa. Va aconseguir poders elèctrics després de patir un accident amb anguiles elèctriques modificades genèticament.[10][11]
- Willem Dafoe com a Norman Osborn / Green Goblin: un científic i el CEO d'Oscorp d'una realitat alternativa. Va provar en ell mateix un millorador de força i, com a resultat, va desenvolupar una personalitat. Utilitza material i armes avançades d'Oscorp. Dafoe reprèn el seu paper de la trilogia de pel·lícules de Spider Man de Sam Raimi.[12]
- Alfred Molina com a Otto Octavius / Dr. Octopus: un científic d'una realitat alternativa que té quatre tentacles artificials fusionats amb el seu cos després d'un accident.[13] Molina reprèn el seu paper de la pel·lícula Spider-Man 2.[14]
- Benedict Wong com a Wong: el mentor i amic del Dr. Strange. Es converteix en el Mag Suprem durant l'absència de Strange durant el "blip".[15][16]
- Tony Revolori com a Flash Thompson: company de classe d'en Peter i antic rival.[17]
- Marisa Tomei com a May Parker: la tieta d'en peter Parker.[18]
- Andrew Garfield com a Peter Parker / Spider-Man: una versió alternativa de Peter Parker qui està perseguit pel seu fracàs en salvar la seva parella, la Gwen Stacy.[19][20] Garfield reprèn el seu paper de les pel·lícules The Amazing Spider-Man i The Amazing Spider-Man 2.[21][22] Els altres Spider-Mans es refereixen a ell com a "Peter Three".[23]
- Tobey Maguire com a Peter Parker / Spider-Man: una versió alternativa de Peter Parker que utilitza teranyines orgàniques produïdes al seu cos en comptes de "tiradors de teranyines" com ho fan els altres dos Peters.[24] Maguire reprèn el seu paper de la trilogia de pel·lícules de Spider-Man de Sam Raimi.[21][22] Els altres Peters es refereixen a ell com a "Peter Two"[23]

Rhys Ifans reprèn el seu paper com a Dr. Curt Connors / Lizard, un científic d'Oscorp de la pel·lícula The Amazing Spider-Man (2012), qui va convertir-se en una mena de rèptil després d'intentar fer tornar a créixer el seu braç. Thomas Haden Church reprèn el seu paper com a Flint Marko / Sandman de Spider-Man 3 de Raimi, un lladre que després d'un accident rep habilitats semblants a les de la sorra. Tant Ifans on Haden Church van retornar per donar veu als seus personatges; al final de la pel·lícula, quan tornen a les seves formes humanes, es van fer servir imatges antigues de The Amazin Spider-Man i Spider-Man 3, respectivament. Charlie Cox reprèn el seu paper com a Matt Murdock de la sèrie Daredevil; i Tom Hardy reprèn els de Eddie Brock i Venom en una aparició no acreditada en una escena de meitat de crèdits.
Reprenent els seus papers d'altres pel·lícules de Spider-Man del MCU hi ha: Angourie Rice com a Betty Bent, companya de classe d'en Peter; Hannibal Buress com a Entrenador Wilson, el professor d'educació física de la Midtown School of Science and Technology; Martin Starr com a Roger Harrington, el professor del decatló acadèmic; J.B. Smoove com a Julius Dell, professor d'en Peter Parker; i J. K. Simmons com aJ. Jonah Jameson, el presentador de TheDailyBugle.net. Jake Gyllenhaal apareix com a Quentin Beck/Mysterio a través d'escenes de la pel·lícula Spider-Man: Far From Home. També apareixen a la pel·lícula: Paula Newsome, com una administradora del MIT, Arian Moayed com l'Agent Cleary del Departament de Control de Danys, Mary Rivera com a àvia d'en Ned i Cristo Fernández com el cambrer que serveix a Eddie Brock. Estava previst que el germà de Tom Holland, Harry Holland, fes un cameo com un traficant de drogues, tal com va fer a Cherry, però finalment la seva escena va ser retirada de la versió final. Lexi Rabe, qui va interpretar a la filla de Tony Stark a la pel·lícula Avengers: Endgame també tenia una aparició que va ser tallada de la versió final.

## Producció

### Desenvolupament
Durant la producció de Spider-Man: Homecoming (2017), ja hi havia dues seqüeles previstes per Marvel Studios i Sony Pictures. El juny de 2017, Tom Holland va declarar que la tercera pel·lícula tindria lloc durant l'últim any de batxillerat de Peter Parker. Al juliol de 2019, el president dels estudis Marvel, Kevin Feige, va dir que la tercera pel·lícula presentarà "una història de Peter Parker que mai s'havia fet fins ara" a causa del final de la segona pel·lícula Spider-Man: Far From Home (2019), en què tot el món descobria la identitat secreta de Spider-Man. El director Jon Watts expressa el seu interès per incloure Kraven el caçador com a principal antagonista de la tercera pel·lícula.
A l'agost de 2019, el desenvolupament per una tercera i quarta pel·lícula de Spider-Man del MCU ja havia començat. Sony esperava que Holland i Jon Watts, el director, retornarien per les dues produccions: Holland havia firmat un contracte per tres pel·lícules i Watts ja havia completat el seu contracte de dues pel·lícules, així que, hauria de renovar-lo per tal de poder fer més pel·lícules.
Disney i Sony van entrar en negociacions, però en no posar-se d'acord, Sony va anunciar que tiraria endavant amb la nova pel·lícula de Spider-Man sense Marvel o Kevin Feige involucrats. El setembre de 2019, Tony Vinciquerra, de Sony Pictures Entertainment, va dir que pel moment, l'opció que Spider-Man tornés al MCU no estava contemplada i va confirmar que el personatge estaria integrat en l'univers de Sony —"Sony's Spider-Man Universe" (SSU). En resposta a la reacció negativa dels fans, Vinciquerra va dir que "Marvel té persones fantàstiques, tenim un gran respecte per ells, però per l'altra banda, nosaltres tenim persones fantàstiques. [Feige] no va fer tota la feina... som prou capaços de fer el què hem de fer". Tot i això, després de la continuada reacció negativa dels fans a la D23 i després que Holland parlés personalment amb el CEO de Disney, Bob Iger, i el directiu de Sony Motion Picture Group, Tom Rothman, les dues companyies van tornar a iniciar les negociacions. Sony i Dinsey van anunciar un nou contracte a finals de setembre. Aquest permetria a Marvel Studios i a Feige, produir una altra pel·lícula de Spider-Man al MCU per Sony amb Amy Pascal i prevista pel 16 de juliol de 2021. Disney co-financiaria el 25% de la pel·lícula a canvi d'un 25% dels ingressos i també es quedaria els drets de marxandatge del personatge. L'acord també va permetre Holland a aparèixer a pel·lícules futures de Marvel Studios i també a l'univers de Sony.
El 24 de febrer de 2021 es va anunciar el títol de la pel·lícula: Spider-Man: No Way Home.

### Preproducció
Chris McKenna i Erik Sommers van començar a treballar en el guió el desembre de 2019. Es va considerar introduir el personatge de Kraven el Caçador com l'antagonista principal de la pel·lícula, però més tard es van decantar per una història amb una idea similar a It's a Wonderful Life (1946), en la qual Parker demana un desig amb relació a la seva nova identitat pública. Aquesta idea va portar a la introducció del Dr. Strange a la història i els guionistes van començar a explorar la idea d'un multivers i del revisitar personatges de pel·lícules anteriors de Spider-Man. Durant els primers esborranys dels guió, s'hi van incloure tots el personatges principals de les altres pel·lícules de Spider-Man, però finalment van ser reduïts. McKenna i Sommers van arribar a la conclusió que el Follet Verd havia de ser el vilà principal, així doncs, van reescriure el guió per tal que pogués repetir les seves accions de Spider-Man (2002), però d'una forma més obscura.
A finals del 2019, estava previst que el rodatge comencés a mitjans de 2020. A causa de la pandèmia de Covid-19, Sony va re-programar l'estrena de No Way Home pel 5 de novembre de 2021. Estava previst que els fets de No Way Home fossin posteriors als de Multiverse of Madness, però amb el canvi de data, No Way Home seria estrenada abans, així doncs, es van haver de fer canvis a la història, un d'ells, va ser que Strange no tenia coneixement en primera mà del multivers. McKenna va sentir que això feia "encara més aterridor, començar a tontejar amb aquestes coses, perquè és la por al desconegut".

### Rodatge
El rodatge es realitzà a Atlanta (inclosos els estudis Trilith), Nova York (Manhattan, Greenwich), Islàndia.

## Futur
Holland va dir en una entrevista que el seu contracte expirava un cop hagués acabat aquesta pel·lícula. Emperò, va dir que estaria disposat a continuar interpretant l'home aranya en futures pel·lícules. Aquell octubre, Holland va dir que No Way Home estava sent tractada com "el final d'una franquícia" que va començar amb Homecoming. Un mes després, Holland va dir que no estava segur de si hauria de continuar fent pel·lícules de Spider-Man i va pensar que hauria fet "alguna cosa malament" si encara interpretava el personatge als trenta anys. Va expressar interès en una pel·lícula centrada en la versió Miles Morales de Spider-Man. Malgrat això, Pascal esperava continuar treballant amb Holland en futures pel·lícules de Spider-Man. Més tard al novembre, Pascal va dir que hi havia plans per a una altra trilogia de pel·lícules de Spider-Man protagonitzades per Holland, amb els treballs a la primera a punt de començar, tot i que Sony encara no tenia plans oficials per a més pel·lícules de Spider-Man del MCU.
Feige va confirmar al desembre que ell i Pascal, juntament amb Sony i Disney, estaven començant activament a desenvolupar la història per a la propera pel·lícula de Spider-Man després de la "decisió trascendental" de Parker a No Way Home. Va prometre que l'associació entre Sony i Disney no tornaria a trencar-se com va passar durant el desenvolupament de No Way Home. L'abril de 2022, després de la sortida de Watts com a director de la pel·lícula d'Els Quatre Fantastics de Marvel Studios per tal de prendre una pausa de les pel·lícules de gran èxit, Deadline Hollywood va informar que Sony encara esperava Watts (juntament amb Holland i Zendaya) per tornar a la propera pel·lícula Spider-Man.